# Ernst Ehlert
Ernst Ludwig Karl Ehlert (* 16. Juli 1875 in Wernersdorf; † 21. September 1957 in Hunnesrück) war Landstallmeister am Hauptgestüt Trakehnen.

## Leben

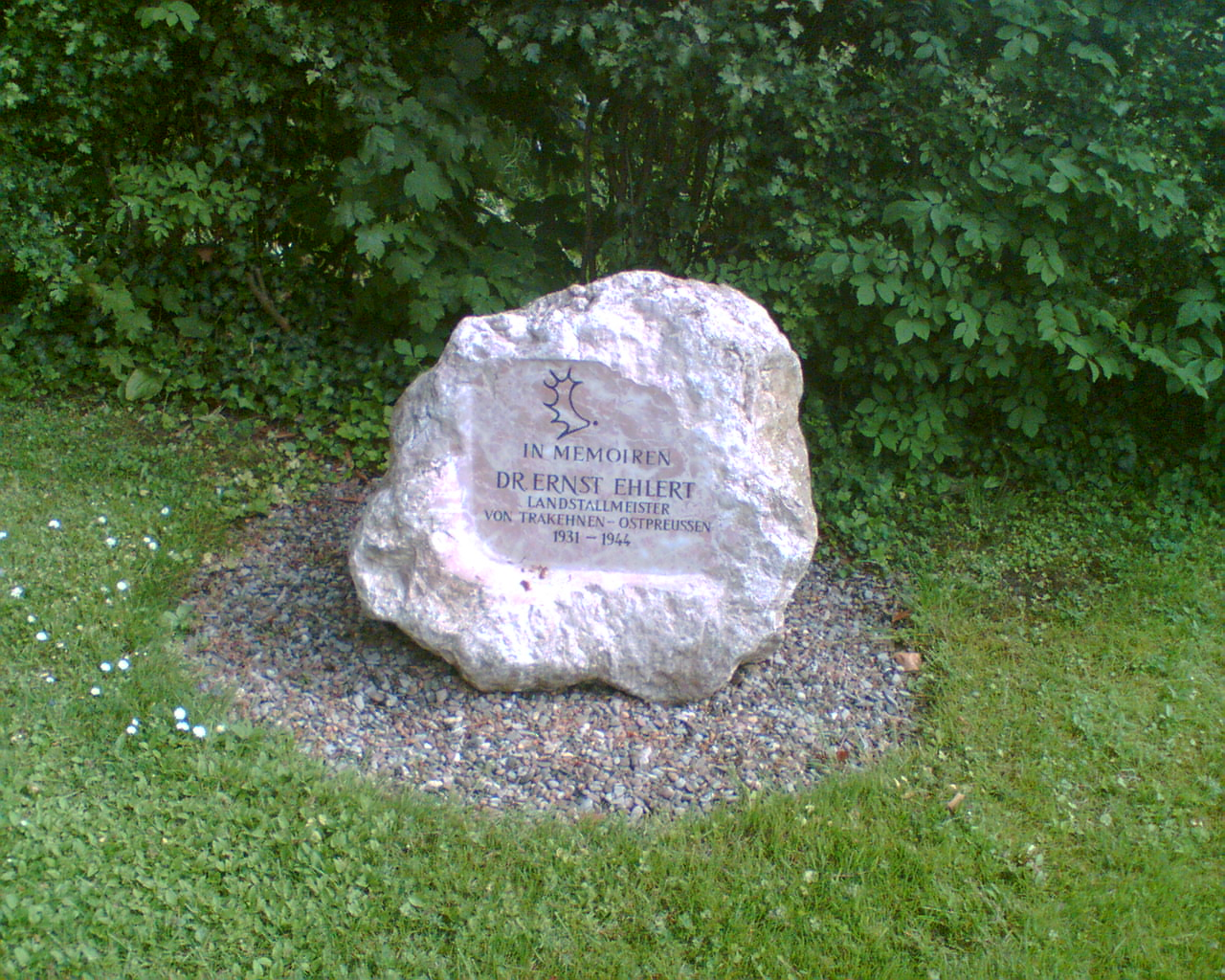
Gedenkstein in Hunnesrück

Von 1886 bis 1889 besuchte er das Gymnasium in Marienburg. Bis 1896 besuchte er dann das Realgymnasium in Elbing, wo er das Abitur machte. 1896 kam er zum Altpreußischen Infanterieregiment No. 14 (1806) in Graudenz, wo man ihn 1897 zum Leutnant ernannte. Nach einem Sturz vom Pferd schied er 1903 aus dem Militärdienst aus. 1904 nahm er an der Königlichen Albertus-Universität Königsberg das Studium der Landwirtschaft, Nationalökonomie und Naturwissenschaften auf, das er 1907 als Dr. phil. abschloss. Seinen hippologischen Berufsweg begann er dann als Geschäftsführer der Pferdezucht-Abteilung der Landwirtschaftskammer Westpreußen. 1920 wurde er Gestütsdirektor und Leiter des Landgestüts Rastenburg. 1921 leitete er von Januar bis August das Landstallamt Danzig und war dann bis 1930 Leiter des Landgestüts Labes. 1930 übernahm er für einige Monate die Leitung des Landgestüts Braunsberg. Als Siegfried Graf Lehndorff 1931 das Hauptgestüt Trakehnen verließ, tauschte Ehlert mit ihm und wurde so Leiter des Hauptgestütes Trakehnen bis zur Flucht aus Ostpreußen 1944. 1946/47 übernahm er mit Unterstützung des Trakehner-Verbandes und des Landes Niedersachsen in Hunnesrück die Haltung und Zucht von Trakehnern bis 1957.
Ehlert heiratete 1903 Elisabeth Therese Amalie Boelcke. Sie hatten 3 Nachkommen.

## Schriften
- 1907: Stand, Bedeutung und Rentabilität der westpreußischen Pferdezucht
- 1953: Auskunft über die Trakehner